# Semen Vityk
Semen Vityk, cyrilicí Семен Вітик, též Semen Wityk (21. února 1876 Verchni Haji – 10. října 1937 Verchněuralsk), byl rakouský politik ukrajinské (rusínské) národnosti z Haliče, na počátku 20. století poslanec Říšské rady.

## Biografie
Působil jako odborář a politik. Vystudoval gymnázium v Drohobyči a absolvoval Lvovskou univerzitu. Znal se s Ivanem Frankem. Zastával funkci tajemníka Ukrajinské radikální strany. V roce 1899 patřil mezi zakladatele Ukrajinské sociálně demokratické strany a vedl v rámci této strany křídlo, které bylo nakloněno spolupráci s polskými sociálními demokraty.
Působil také coby poslanec Říšské rady (celostátního parlamentu Předlitavska), kam usedl ve volbách do Říšské rady roku 1907, konaných poprvé podle všeobecného a rovného volebního práva. Byl zvolen za obvod Halič 54. Mandát obhájil i ve volbách do Říšské rady roku 1911.
Po volbách roku 1907 byl na Říšské radě členem poslaneckého klubu Zastoupení rusínsko-ukrajinských sociálních demokratů. Po volbách roku 1911 byl nezařazeným poslancem.
Po válce, během krátké existence Západoukrajinské lidové republiky, působil jako člen Ukrajinské národní rady, tedy prozatímního zákonodárného sboru, této republiky. Po zániku tohoto státního útvaru odešel do emigrace do Vídně, kde kritizoval ukrajinské exilové orgány. V letech 1923–1925 vydával prosovětsky orientovaný list Nova hromada.
Roku 1925 se přestěhoval do Sovětského svazu a usadil se v Charkově. Stal se členem Komunistické strany Ukrajiny. V letech 1925–1927 pracoval v redakci listu Červonyj klyč. Zastával i stranické funkce v sovětském režimu. V březnu 1933 byl zatčen, obviněn ze špionážních aktivit a vyloučen z komunistické strany. V září 1933 byl odsouzen na 10 let. 2. října 1937 byl po revizi procesu a nových obviněních odsouzen k trestu smrti. V roce 1958 byl posmrtně rehabilitován.